# 横恋慕
横恋慕（よこれんぼ）は、既婚者や恋人のいる人に対して横合いから恋愛感情を持つこと。
横恋慕をした際には、具体的行動を起こさずに胸の内に秘めておく場合もあれば、具体的行動を起こして恋愛感情の要求を満たそうとする場合がある。
二股に否定的な社会において横恋慕をした場合は、横恋慕をした自分の恋愛感情の要求を満たそうとすることは二人（カップル）の恋仲を引き裂くことを意図することになる。横恋慕の対象者が新たな求愛相手が今までの交際相手よりも魅力に感じない場合や今までの交際相手と別れ辛い場合は交際拒否を告げることになるが、新たな交際相手に魅力を感じた場合は今までの交際相手と別れて新たな求愛相手と新しい交際をすることになる。二股が容認される場合には恋仲を引き裂くことなく、そのままの交際が維持されながら新たな交際もするようになり三角関係が維持されることがある。
しかし、横恋慕の対象者が今までの交際相手と表向きの恋愛交際を続けながら、一方では後ろめたさから今までの交際相手に隠れて新たな求愛相手と交際（浮気）という形を取って二股関係になることもある。新たな求愛相手は相手が二股を知りながら交際をする場合と交際関係を終了したと嘘をつかれて交際する場合がある。二股関係を続ける中で、二人が一人に対して交際関係を要求する二股関係が露見した場合、人間関係が悪化することがある。